# Falacia de asociación
En lógica, la falacia de asociación o falacia por asociación es una falacia inductiva en la que se afirma que las cualidades de un objeto específico se corresponden con las de un grupo general, mediante una relación intrascendente. Se sostiene que las cualidades de uno son intrínsecamente o esencialmente cualidades de otro simplemente por asociación.

## Características de la falacia de asociación
Las falacias por asociación son un caso especial de ignoratio elenchi o red herring en inglés en relación con que el argumento de réplica no tiene que ver con el tema o asunto tratado sino que el asunto es deliberadamente modificado para divergir en un tema mejor defendible.
Las falacias por asociación poseen el siguiente esquema:
1. El elemento A pertenece al grupo B
2. A plantea una idea o posee una característica determinada
3. Por lo tanto, todos los elementos de B plantean dichas ideas o poseen dichas características

### Ejemplos
- Un trabajador trabaja por un salario, por lo que tiene hambre. Entonces, todos los trabajadores están con hambre.
- Algunas obras caritativas son fraudes; por consiguiente, todas las obras caritativas son fraudulentas.
- George W. Bush quiere invadir Irak. Bush es un republicano. Por consiguiente, todos los que apoyan la invasión de Irak son republicanos o, en su defecto, todos los republicanos apoyan la susodicha invasión.
- Algunas teorías conspirativas son ridículas. (Son esas las que más se mencionan). Por consiguiente, todas las teorías conspirativas son ridículas.

## Deshonor por asociación
El deshonor por asociación es un raciocinio falaz incluido dentro de las falacias de asociación que consiste en darle una mala imagen a un adversario concentrándose sobre partes de sus declaraciones o de su personalidad que tendrían puntos comunes con una personalidad despreciada o aborrecida.

### Ejemplos
- «Que el presidente se concentre más sobre los problemas en el extranjero que en su propio país, es similar a la política de Adolf Hitler.»
- «¡Hay que desconfiar de este candidato!, ¡Los peores dictadores de la historia siempre han sido elegidos democráticamente!»
- «El nacionalismo es una ideología con la que debemos acabar, porque ha sido puesta en ejecución por numerosos fascistas.»
- «¿Prefieres a las rubias con los ojos azules? ¿No serías nazi, a veces?»
- «¡Hay que desconfiar del socialismo!, ¡Los peores dictadores de la historia siempre se han auto-denominado socialistas!»